# Srednjosibirska visoravan
Srednjosibirska visoravan (ruski: Среднесибирское плоскогорье) zauzima dio Sibira između rijeka Jeniseja i Lene te se sastoji od oštro razgraničenih površina različite nadmorske visine. Pokriva trećinu Sibira.
Prostire se na površini od 3,5 milijuna km². Najviša točka je visoravan Putorana na 1701 metara. Visoravan većinom čini sibirski trap (vulkanski bazalt) i u njemu se nalaze najveća ležišta nikla u Rusiji. U njegovom središtu je jezero Vivi koje je ujedno i zemljopisno središte Rusije. Od 2010. godine Putorana je upisana na UNESCO-ov popis mjesta svjetske baštine u Aziji i Oceaniji kao "potpun subarktički i arktički ekosustav u izoliranom planinskom vijencu koji uključuje tajge, tundre i arktičke pustinje, te nedirnute slatkovodne sustave rijeka i jezera".
Ističu se i Sajanske planine i Bajkalske planine. Na istoku, visoravan ustupa mjesto niskoj zemlji naroda Jakuta. 
Klima je kontinentalna s kratkim i toplim ljetima te dugim i vrlo hladnim zimama. Većina teritorija pokrivena je crnogoričnim šumama (ariš je osobito bujan). Jedna od glavnih rijeka Srednjosibirske visoravni je Donja Tunguska. Nalazišta minerala ovdje su vrlo bogata i uključuju: ugljen, željeznu rudu, zlato, platinu, dijamante i prirodni plin. Rusija je druga u svijetu iza Južne Afrike po proizvodnji platine; proizvodi 30% svjetske proizvodnje.